# Bernoulliho polynom
Bernoulliho polynomy je v matematice posloupnost polynomů pojmenovaných po Jacobu Bernoullim, které kombinují Bernoulliho čísla a binomické koeficienty. Používají se pro rozvoj funkcí na řady a s Eulerovým–Maclaurinovým vzorcem.
Bernoulliho polynomy se objevují při studiu mnoha speciálních funkcí, např. Riemannovy funkce zeta a Hurwitzovy funkce zeta. Tvoří Appellovu posloupnost (tj. Shefferovu posloupnost pro operátor obyčejné derivace). U Bernoulliho polynomů počet průsečíků s osou x v jednotkovém intervalu neroste se stupněm polynomu. V limitě se blíží funkcím sinus a kosinus (jsou-li vhodným způsobem zvětšeny).

Bernoulliho polynomy

Podobnou množinou polynomů založených na vytvořující funkci, je rodina Eulerových polynomů.

## Reprezentace
Bernoulliho polynomy Bn lze definovat mnoha různými způsoby, jedním z nich je použitím vytvořující funkce.

### Vytvořující funkce
Vytvořující funkce pro Bernoulliho polynomy je
{\displaystyle {\frac {te^{xt}}{e^{t}-1}}=\sum _{n=0}^{\infty }B_{n}(x){\frac {t^{n}}{n!}}.}
Vytvořující funkce pro Eulerovy polynomy je
{\displaystyle {\frac {2e^{xt}}{e^{t}+1}}=\sum _{n=0}^{\infty }E_{n}(x){\frac {t^{n}}{n!}}.}

### Explicitní vzorec
{\displaystyle B_{n}(x)=\sum _{k=0}^{n}{n \choose k}B_{n-k}x^{k},}
{\displaystyle E_{m}(x)=\sum _{k=0}^{m}{m \choose k}{\frac {E_{k}}{2^{k}}}\left(x-{\frac {1}{2}}\right)^{m-k}\,.}
pro n ≥ 0, kde Bk jsou Bernoulliho čísla, a Ek jsou Eulerova čísla.

### Reprezentace diferenciálním operátorem
Bernoulliho polynomy lze také vyjádřit vztahem
{\displaystyle B_{n}(x)={D \over e^{D}-1}x^{n}}
kde D = d/dx je operátor derivace podle x a výraz pod zlomkovou čarou je vyjádřen jako rozvoj formální mocninné řady. Odtud plyne, že
{\displaystyle \int _{a}^{x}B_{n}(u)~du={\frac {B_{n+1}(x)-B_{n+1}(a)}{n+1}}~.}
srovnejte s integrály níže. Stejným způsbem lze zapsat Eulerovy polynomy:
{\displaystyle E_{n}(x)={\frac {2}{e^{D}+1}}x^{n}.}

### Reprezentace integrálním operátorem
Bernoulliho polynomy jsou také jednoznačné polynomy určené vztahem
{\displaystyle \int _{x}^{x+1}B_{n}(u)\,du=x^{n}.}
Integrální transformace
{\displaystyle (Tf)(x)=\int _{x}^{x+1}f(u)\,du}
na polynomy f dává
{\displaystyle {\begin{aligned}(Tf)(x)={e^{D}-1 \over D}f(x)&{}=\sum _{n=0}^{\infty }{D^{n} \over (n+1)!}f(x)\\&{}=f(x)+{f'(x) \over 2}+{f''(x) \over 6}+{f'''(x) \over 24}+\cdots ~.\end{aligned}}}
což lze použít pro získání inverzního vzorce uvedeného níže.

## Jiný explicitní vzorec
Explicitní vzorec pro Bernoulliho polynomy je
{\displaystyle B_{m}(x)=\sum _{n=0}^{m}{\frac {1}{n+1}}\sum _{k=0}^{n}(-1)^{k}{n \choose k}(x+k)^{m}.}
Což je řada podobná Hurwitzově funkci zeta v komplexní rovině. Skutečně existuje vztah
{\displaystyle B_{n}(x)=-n\zeta (1-n,x)}
kde ζ(s, q) je Hurwitzova funkce zeta. Ta zobecňuje Bernoulliho polynomy na jiné než celé hodnoty n.
Vnitřní součet může být chápán jako n-tá dopředná diference výrazu xm, čili
{\displaystyle \Delta ^{n}x^{m}=\sum _{k=0}^{n}(-1)^{n-k}{n \choose k}(x+k)^{m}}
kde Δ je dopředný diferenční operátor. Je tedy možné psát
{\displaystyle B_{m}(x)=\sum _{n=0}^{m}{\frac {(-1)^{n}}{n+1}}\,\Delta ^{n}x^{m}.}
Tento vzorec může být odvozen z identity uvedené výše: Protože pro dopředný diferenční operátor Δ platí
{\displaystyle \Delta =e^{D}-1}
kde D je derivace podle x, z Mercatorovy řady vyplývá:
{\displaystyle {D \over e^{D}-1}={\log(\Delta +1) \over \Delta }=\sum _{n=0}^{\infty }{(-\Delta )^{n} \over n+1}.}
Pokud je aplikována na polynom m-tého stupně, jako např. xm, můžeme nechat n jít od 0 pouze do m.
Integrální reprezentaci Bernoulliho polynomů popisuje Nörlundův-Riceův integrál, což vyplývá z vyjádření pomocí konečného rozdílu.
Explicitní vzorec pro Eulerovy polynomy popisuje vztah
{\displaystyle E_{m}(x)=\sum _{n=0}^{m}{\frac {1}{2^{n}}}\sum _{k=0}^{n}(-1)^{k}{n \choose k}(x+k)^{m}\,.}
Výše uvedený vzorec lze odvodit obdobně, pomocí faktu, že
{\displaystyle {\frac {2}{e^{D}+1}}={\frac {1}{1+\Delta /2}}=\sum _{n=0}^{\infty }{\Bigl (}-{\frac {\Delta }{2}}{\Bigr )}^{n}.}

## Součtyp-tých mocnin
Užitím výše uvedené integrální reprezentace {\displaystyle x^{n}} nebo identity {\displaystyle B_{n}(x+1)-B_{n}(x)=nx^{n-1}} dostáváme
{\displaystyle \sum _{k=0}^{x}k^{p}=\int _{0}^{x+1}B_{p}(t)\,dt={\frac {B_{p+1}(x+1)-B_{p+1}}{p+1}}}
(pokud předpokládáme, že 00 = 1).

## Bernoulliho a Eulerova čísla
Bernoulliho čísla jsou hodnoty Bernulliho polynomů v bodě 0: {\displaystyle \textstyle B_{n}=B_{n}(0).}
Tato definice dává {\displaystyle \textstyle \zeta (-n)={\frac {(-1)^{n}}{n+1}}B_{n+1}} pro {\displaystyle \textstyle n=0,1,2,\ldots }.
Alternativní konvence definuje Bernoulliho čísla jako hodnoty Bernulliho polynomů v bodě 1: {\displaystyle \textstyle B_{n}=B_{n}(1).}
Tyto dvě konvence se liší pouze pro {\displaystyle n=1}, protože {\displaystyle B_{1}(1)={\tfrac {1}{2}}=-B_{1}(0)}.
Eulerova čísla jsou dána vztahem {\displaystyle E_{n}=2^{n}E_{n}({\tfrac {1}{2}}).}

## Explicitní výrazy pro nízký stupňů
Několik prvních Bernoulliho polynomů je:
{\displaystyle {\begin{aligned}B_{0}(x)&=1\\[8pt]B_{1}(x)&=x-{\frac {1}{2}}\\[8pt]B_{2}(x)&=x^{2}-x+{\frac {1}{6}}\\[8pt]B_{3}(x)&=x^{3}-{\frac {3}{2}}x^{2}+{\frac {1}{2}}x\\[8pt]B_{4}(x)&=x^{4}-2x^{3}+x^{2}-{\frac {1}{30}}\\[8pt]B_{5}(x)&=x^{5}-{\frac {5}{2}}x^{4}+{\frac {5}{3}}x^{3}-{\frac {1}{6}}x\\[8pt]B_{6}(x)&=x^{6}-3x^{5}+{\frac {5}{2}}x^{4}-{\frac {1}{2}}x^{2}+{\frac {1}{42}}.\end{aligned}}}
Několik prvních Eulerových polynomů je:
{\displaystyle {\begin{aligned}E_{0}(x)&=1\\[8pt]E_{1}(x)&=x-{\frac {1}{2}}\\[8pt]E_{2}(x)&=x^{2}-x\\[8pt]E_{3}(x)&=x^{3}-{\frac {3}{2}}x^{2}+{\frac {1}{4}}\\[8pt]E_{4}(x)&=x^{4}-2x^{3}+x\\[8pt]E_{5}(x)&=x^{5}-{\frac {5}{2}}x^{4}+{\frac {5}{2}}x^{2}-{\frac {1}{2}}\\[8pt]E_{6}(x)&=x^{6}-3x^{5}+5x^{3}-3x.\end{aligned}}}

## Maxima a minima
Pro vyšší n se množství změn v Bn(x) mezi x = 0 a x = 1 zvětšuje. Například
{\displaystyle B_{16}(x)=x^{16}-8x^{15}+20x^{14}-{\frac {182}{3}}x^{12}+{\frac {572}{3}}x^{10}-429x^{8}+{\frac {1820}{3}}x^{6}-{\frac {1382}{3}}x^{4}+140x^{2}-{\frac {3617}{510}}}
což ukazuje, že hodnota v x = 0 (a v x = 1) je −3617/510 ≈ −7.09, zatímco pro x = 1/2, hodnota je 118518239/3342336 ≈ +7.09. D.H. Lehmer ukázal, že pro maximální hodnotu Bn(x) mezi 0 a 1 platí
{\displaystyle M_{n}<{\frac {2n!}{(2\pi )^{n}}}}
pokud n není 2 modulo 4, kdy je
{\displaystyle M_{n}={\frac {2\zeta (n)n!}{(2\pi )^{n}}}}
(kde {\displaystyle \zeta (x)} je Riemannova funkce zeta). Pro minimální hodnotu platí
{\displaystyle m_{n}>{\frac {-2n!}{(2\pi )^{n}}}}
pokud n není 0 modulo 4, kdy je
{\displaystyle m_{n}={\frac {-2\zeta (n)n!}{(2\pi )^{n}}}.}
Tyto meze jsou docela blízko skutečným maximům a minimům. Lehmer udává i přesnější meze.

## Diference a derivace
Bernoulliho a Eulerovy polynomy vyhovují mnoha vztahům z umbralního počtu:
{\displaystyle \Delta B_{n}(x)=B_{n}(x+1)-B_{n}(x)=nx^{n-1},}
{\displaystyle \Delta E_{n}(x)=E_{n}(x+1)-E_{n}(x)=2(x^{n}-E_{n}(x)).}
(Δ je dopředný diferenční operátor). Také,
{\displaystyle E_{n}(x+1)+E_{n}(x)=2x^{n}.}
Tyto posloupnosti polynomů jsou Appellovými posloupnostmi:
{\displaystyle B_{n}'(x)=nB_{n-1}(x),}
{\displaystyle E_{n}'(x)=nE_{n-1}(x).}

### Převody
{\displaystyle B_{n}(x+y)=\sum _{k=0}^{n}{n \choose k}B_{k}(x)y^{n-k}}
{\displaystyle E_{n}(x+y)=\sum _{k=0}^{n}{n \choose k}E_{k}(x)y^{n-k}}
Tyto identity jsou také ekvivalentní s tvrzením, že obě posloupnosti polynomů jsou Appellovou posloupností. (Jiným příkladem jsou Hermitovy polynomy.)

### Symetrie
{\displaystyle B_{n}(1-x)=(-1)^{n}B_{n}(x),\quad n\geq 0,}
{\displaystyle E_{n}(1-x)=(-1)^{n}E_{n}(x)}
{\displaystyle (-1)^{n}B_{n}(-x)=B_{n}(x)+nx^{n-1}}
{\displaystyle (-1)^{n}E_{n}(-x)=-E_{n}(x)+2x^{n}}
{\displaystyle B_{n}\left({\frac {1}{2}}\right)=\left({\frac {1}{2^{n-1}}}-1\right)B_{n},\quad n\geq 0{\text{ z multiplikačních vět níže.}}}
Zhi-Wei Sun a Hao Pan ukázali překvapivý vztah symetrie: Pokud  r + s + t = n a  x + y + z = 1, pak
{\displaystyle r[s,t;x,y]_{n}+s[t,r;y,z]_{n}+t[r,s;z,x]_{n}=0,}
kde
{\displaystyle [s,t;x,y]_{n}=\sum _{k=0}^{n}(-1)^{k}{s \choose k}{t \choose {n-k}}B_{n-k}(x)B_{k}(y).}

## Fourierova řada
Fourierova řada Bernoulliho polynomů je také Dirichletova řada, vzhledem k rozvoji
{\displaystyle B_{n}(x)=-{\frac {n!}{(2\pi i)^{n}}}\sum _{k\not =0}{\frac {e^{2\pi ikx}}{k^{n}}}=-2n!\sum _{k=1}^{\infty }{\frac {\cos \left(2k\pi x-{\frac {n\pi }{2}}\right)}{(2k\pi )^{n}}}.}
Všimněte si, že pro velké n tento výraz konverguje ke vhodně škalovaným trigonometrickým funkcím.
To je speciální případ analogického tvaru Hurwitzovy funkce zeta
{\displaystyle B_{n}(x)=-\Gamma (n+1)\sum _{k=1}^{\infty }{\frac {\exp(2\pi ikx)+e^{i\pi n}\exp(2\pi ik(1-x))}{(2\pi ik)^{n}}}.}
Tento rozvoj je platný pouze pro 0 ≤ x ≤ 1, když n ≥ 2 a je pro 0 < x < 1, když n = 1.
Je možné také spočítat Fourierovu řadu pro Eulerovy polynomy. Pokud definujeme funkce
{\displaystyle C_{\nu }(x)=\sum _{k=0}^{\infty }{\frac {\cos((2k+1)\pi x)}{(2k+1)^{\nu }}}}
a
{\displaystyle S_{\nu }(x)=\sum _{k=0}^{\infty }{\frac {\sin((2k+1)\pi x)}{(2k+1)^{\nu }}}}
pro {\displaystyle \nu >1}, pak Eulerův polynom má Fourierovu řadu
{\displaystyle C_{2n}(x)={\frac {(-1)^{n}}{4(2n-1)!}}\pi ^{2n}E_{2n-1}(x)}
a
{\displaystyle S_{2n+1}(x)={\frac {(-1)^{n}}{4(2n)!}}\pi ^{2n+1}E_{2n}(x).}
Všimněte si, že {\displaystyle C_{\nu }} je lichá a {\displaystyle S_{\nu }} sudá:
{\displaystyle C_{\nu }(x)=-C_{\nu }(1-x)}
a
{\displaystyle S_{\nu }(x)=S_{\nu }(1-x).}
Jsou příbuzné s Legendrovou funkcí chí {\displaystyle \chi _{\nu }} jako
{\displaystyle C_{\nu }(x)=\operatorname {Re} \chi _{\nu }(e^{ix})}
a
{\displaystyle S_{\nu }(x)=\operatorname {Im} \chi _{\nu }(e^{ix}).}

## Inverze
Bernoulliho a Eulerovy polynomy je možné invertovat pro vyjádření monomů pomocí polynomů.
Konkrétně z výše uvedené části o integrálních operátorech zjevně plyne, že
{\displaystyle x^{n}={\frac {1}{n+1}}\sum _{k=0}^{n}{n+1 \choose k}B_{k}(x)}
a
{\displaystyle x^{n}=E_{n}(x)+{\frac {1}{2}}\sum _{k=0}^{n-1}{n \choose k}E_{k}(x).}

## Vztah s klesajícím faktoriálem
Bernoulliho polynomy je možné vyjádřit rozvojem na členy klesajícího faktoriálu {\displaystyle (x)_{k}} jako
{\displaystyle B_{n+1}(x)=B_{n+1}+\sum _{k=0}^{n}{\frac {n+1}{k+1}}\left\{{\begin{matrix}n\\k\end{matrix}}\right\}(x)_{k+1}}
kde {\displaystyle B_{n}=B_{n}(0)} a
{\displaystyle \left\{{\begin{matrix}n\\k\end{matrix}}\right\}=S(n,k)}
označuje Stirlingovo číslo druhého druhu. Výše uvedený vztah může být invertován, aby se klesající faktoriál vyjadřil pomocí Bernoulliho polynomů:
{\displaystyle (x)_{n+1}=\sum _{k=0}^{n}{\frac {n+1}{k+1}}\left[{\begin{matrix}n\\k\end{matrix}}\right]\left(B_{k+1}(x)-B_{k+1}\right)}
kde
{\displaystyle \left[{\begin{matrix}n\\k\end{matrix}}\right]=s(n,k)}
označuje Stirlingovo číslo prvního druhu.

## Věty o násobení
Věty násobení objevil Joseph Ludwig Raabe v roce 1851:
Pro přirozené číslo m≥1,
{\displaystyle B_{n}(mx)=m^{n-1}\sum _{k=0}^{m-1}B_{n}\left(x+{\frac {k}{m}}\right)}
{\displaystyle E_{n}(mx)=m^{n}\sum _{k=0}^{m-1}(-1)^{k}E_{n}\left(x+{\frac {k}{m}}\right)\quad {\mbox{ for }}m=1,3,\dots }
{\displaystyle E_{n}(mx)={\frac {-2}{n+1}}m^{n}\sum _{k=0}^{m-1}(-1)^{k}B_{n+1}\left(x+{\frac {k}{m}}\right)\quad {\mbox{ for }}m=2,4,\dots }

## Integrály
Dva určité integrály, které ukazují vztah Bernoulliho a Eulerových polynomů k Bernoulliho a Eulerovým číslům jsou:
- {\displaystyle \int _{0}^{1}B_{n}(t)B_{m}(t)\,dt=(-1)^{n-1}{\frac {m!\;n!}{(m+n)!}}B_{n+m}\quad {\text{for }}m,n\geq 1}
- {\displaystyle \int _{0}^{1}E_{n}(t)E_{m}(t)\,dt=(-1)^{n}4(2^{m+n+2}-1){\frac {m!\;n!}{(m+n+2)!}}B_{n+m+2}}

Další integrální vzorec je
- {\displaystyle \int _{0}^{1}E_{n}\left(x+y\right)\log(\operatorname {tg} {\frac {\pi }{2}}x)\,dx=n!\sum _{k=1}^{\left\lfloor {\frac {n+1}{2}}\right\rfloor }{\frac {(-1)^{k-1}}{\pi ^{2k}}}\left(2-2^{-2k}\right)\zeta (2k+1){\frac {y^{n+1-2k}}{(n+1-2k)!}}}

se speciálním případem pro {\displaystyle y=0}
- {\displaystyle \int _{0}^{1}E_{2n-1}\left(x\right)\log(\operatorname {tg} {\frac {\pi }{2}}x)\,dx={\frac {(-1)^{n-1}(2n-1)!}{\pi ^{2n}}}\left(2-2^{-2n}\right)\zeta (2n+1)}
- {\displaystyle \int _{0}^{1}B_{2n-1}\left(x\right)\log(\operatorname {tg} {\frac {\pi }{2}}x)\,dx={\frac {(-1)^{n-1}}{\pi ^{2n}}}{\frac {2^{2n-2}}{(2n-1)!}}\sum _{k=1}^{n}(2^{2k+1}-1)\zeta (2k+1)\zeta (2n-2k)}
- {\displaystyle \int _{0}^{1}E_{2n}\left(x\right)\log(\operatorname {tg} {\frac {\pi }{2}}x)\,dx=\int _{0}^{1}B_{2n}\left(x\right)\log(\operatorname {tg} {\frac {\pi }{2}}x)\,dx=0}
- {\displaystyle \int _{0}^{1}{{{B}_{2n-1}}\left(x\right)\operatorname {cotg} \left(\pi x\right)dx}={\frac {2\left(2n-1\right)!}{{{\left(-1\right)}^{n-1}}{{\left(2\pi \right)}^{2n-1}}}}\zeta \left(2n-1\right)}

## Periodické Bernoulliho polynomy
Periodický Bernoulliho polynom Pn(x) je Bernoulliho polynom vyčíslený v desetinné části argumentu x. Tyto funkce se objevují jako zbytkový člen v Eulerově–Maclaurinově vzorci, který vyjadřuje vztah mezi sumami a integrály. První polynom je pilovitá funkce.
Tyto funkce ve skutečnosti nejsou polynomy a správně by se měly nazývat periodické Bernoulliho funkce, přičemž P0(x) dokonce ani není funkce, je to derivace pilovité funkce, která tvoří Diracův hřeben.
Zajímavé jsou následující vlastnosti, platné pro všechna {\displaystyle x}:
{\displaystyle {\begin{aligned}&P_{k}(x){\text{ je spojitá pro všechna }}k>1\\[5pt]&P_{k}'(x){\text{ existuje a je spojitá pro }}k>2\\[5pt]&P'_{k}(x)=kP_{k-1}(x),k>2\end{aligned}}}